# Ascetyzm
Ascetyzm, asceza (stgr. ἄσκησις askesis – pierwotnie „ćwiczenie, trening”) – praktykowanie dobrowolnego wyrzeczenia się pewnych dóbr, wartości i aktywności życiowych w celu osiągnięcia świętości, czystości i doskonałości duchowej oraz zbawienia. Potocznie ascetyzm kojarzy się z ograniczeniem doświadczania przyjemności oraz zaspokajania potrzeb cielesnych, jak jedzenie czy sen, a także z dyscypliną wewnętrzną. 

## Askesis
Pojęcie ascezy wywodzi się z języka starogreckiego (stgr. ἄσκησις), gdzie oznaczało ćwiczenie. W filozoficznym i etycznym znaczeniu używać go zaczęli cynicy, dla których askesis było ćwiczeniem fizycznym i duchowym uodparniającym człowieka na trudy świata i pozwalającym na panowanie nad własnymi pragnieniami. Jako taka, askesis jest warunkiem cnoty i szczęśliwego życia.

## Chrześcijaństwo
Asceza w chrześcijaństwie jest rozumiana jako praktykowanie wyrzeczeń, zmierzających do duchowej wolności od nieuporządkowanych przywiązań do rzeczywistości stworzonej, w celu otwarcia swego serca na relację z Bogiem, na kontemplację. Asceza wspomaga zdolność woli do odpowiedzialnego kierowania postępowaniem moralnym osoby. Prowadzi do doskonałości, świętości, której nie można osiągnąć bez wyrzeczeń i duchowej walki (por. 2 Tm 4) i umartwienia. Jej owocem jest życie w pokoju i radości Ośmiu Błogosławieństw (por. Mt 5, 1–11; Łk 6, 20–28).
Istotną motywacją ascetów chrześcijańskich jest wiara w zbawczy sens cierpienia zjednoczonego z tajemnicą krzyża Jezusa Chrystusa jako środek do osiągnięcia świętości już za życia. Tradycyjnie asceza zakładała również separację od świata, który był postrzegany jako przeszkoda do osiągnięcia dóbr duchowych oraz doskonałości moralnej.

### Świat w ujęciu ascetycznym

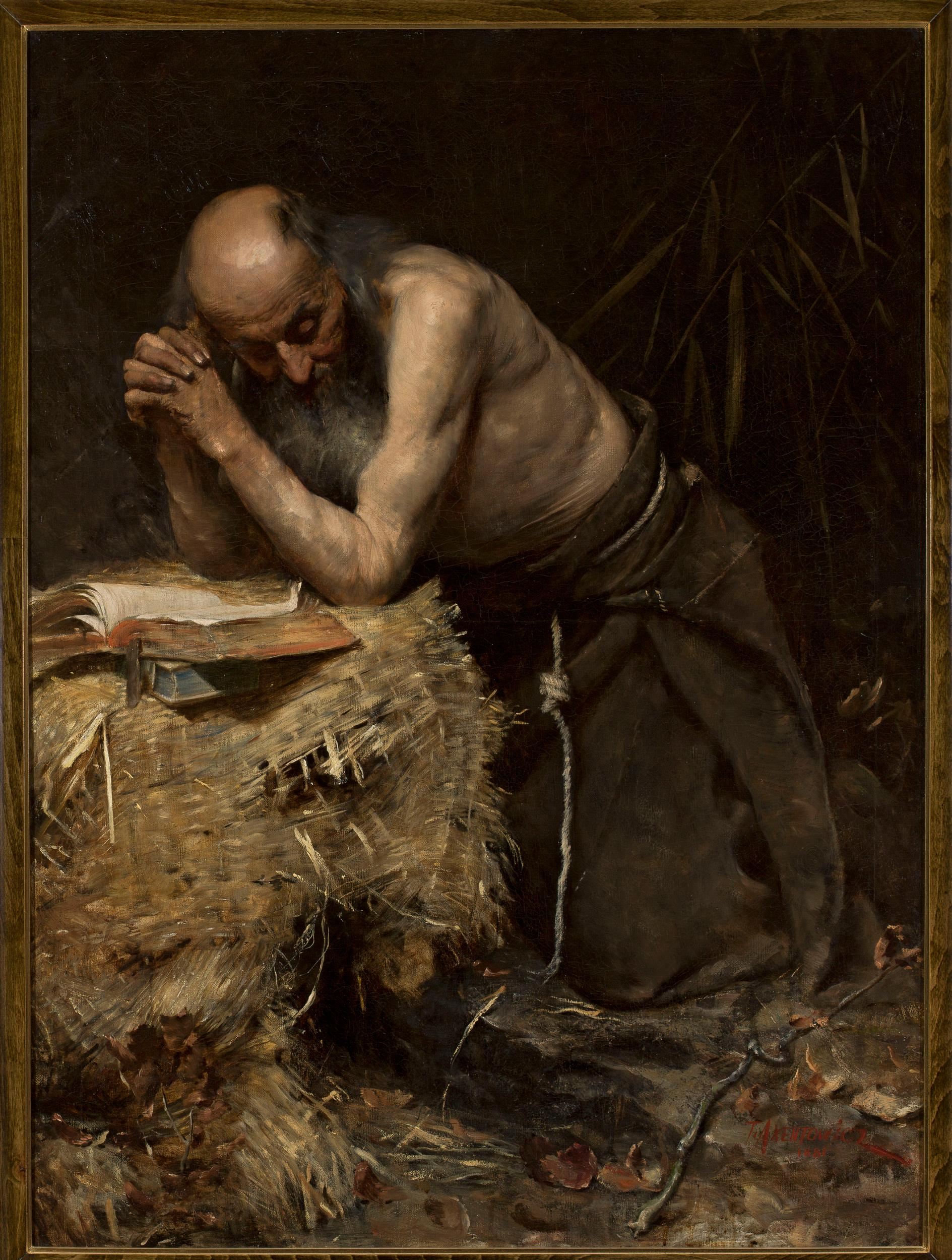
Obraz Teodora Axentowicza Anachoreta, 1881, Muzeum Narodowe w Warszawie

Świat ukazany jest w listach zarówno Pawła z Tarsu, jak i Jana Ewangelisty, jako środowisko nieprzyjazne Bogu i życiu duchowemu. Św. Paweł ukazywał dramat ludzi żyjących w świecie doczesnym. Ponieważ odwrócili się i zapomnieli o Bogu, „dlatego wydał ich Bóg poprzez pożądania ich serc na łup nieczystości” (Rz 1, 24), w konsekwencji świat pełen jest nieładu moralnego wypaczającego życie seksualne (por. Rz 1, 24–27), funkcjonowanie życia społecznego i ekonomicznego (por. Rz 1, 29–32), a nawet kultury. Ludzie kochający niemoralność panującą w świecie, czynią to świadomie. Mimo że „dobrze znają wyrok Boży, iż ci, którzy się takich czynów dopuszczają, winni są śmierci, nie tylko je popełniają, ale nadto chwalą tych, którzy to czynią” (Rz 1, 32). W świecie panuje zatem nie Bóg Stwórca, ale „władca tego świata”, czyli szatan. Dzieje się tak z powodu grzechu pierworodnego (Rz 5, 12), ten który odwiódł od posłuszeństwa Adama i Ewę, teraz sprzeciwia się dziełu naprawy świata przez Chrystusa: „bóg tego świata zaślepia umysły niewiernych, aby nie olśnił ich blask Ewangelii Chrystusa” (por. 2 Kor 4, 4). Konsekwencją życia zgodnie z duchem świata, jest to, że „gniew Boży ujawnia się z nieba na wszelką bezbożność i nieprawość tych ludzi, którzy przez nieprawość nakładają prawdzie pęta” (Rz 1, 18). Bóg jednak chce zbawić świat, odnawiając go. Uczyni to w połączeniu z odnowieniem natury ludzkiej, czyniąc ludzi na nowo swoimi dziećmi, synami i córkami: „całe stworzenie aż dotąd jęczy i wzdycha, z upragnieniem oczekując objawienia się synów Bożych i wyzwolenia z niewoli zepsucia, by uczestniczyć w wolności i chwale dzieci Bożych” (por. Rz 8, 19–22), wolności, „ku której wyswobodził nas Chrystus” (Ga 5, 1). W Pierwszym Liście św. Jana świat przedstawiony jako miejsce, które sprzyja pojawieniu się w ludziach potrójnej pożądliwości: pożądliwości oczu, pożądliwości ciała oraz pychy tego życia (por. 1 J 2, 15–16). Działają w nim także fałszywi prorocy i przeciwnik Chrystusa, którzy zwodzą wiernych (por. 1 J 4, 1. 3). Chrześcijanie mogą zwyciężyć wpływy świata wiarą (por.1 J 5, 4): „Świat zaś przemija, a z nim jego pożądliwość; kto zaś wypełnia wolę Bożą, ten trwa na wieki” (1 J 2, 17).
Odpowiedzią na taki stan świata był ascetyzm typu pustelniczego (anachoretycznego), a także cenobitycznego, czyli życie samotne, ale w skupiskach, w których mnichów łączy wspólnota organizacyjna i majątkowa. We współczesnym chrześcijaństwie, w wyniku kryzysu nowożytnego i modernistycznego życia monastycznego, głosi się przede wszystkim tzw. ascezę wewnątrzświatową, urzeczywistnianą w codziennym życiu bez separacji od świata, ale w ścisłym związku z zabieganiem o zbawienie. Zasadniczo porzucono ascezę polegającą na samoudręczaniu się lub poniżaniu, choć nurt ten obecny jest nadal w innych religiach. 
Asceza kształtowała się trochę odmiennie zarówno na chrześcijańskim Wschodzie, jak i Zachodzie. Jednym z przykładów ascetów wschodnich był XIX w. mnich i starzec Serafin z Sarowa. Asceza mistyczna to przygotowanie się do doświadczenia mistycznego.
Według Jana Pawła II, asceza chrześcijańska jest uwewnętrznieniem praktyk pokutnych judaizmu, o których mówił Jezus w Kazaniu na górze: post, modlitwa i jałmużna (por. Mt 6,2–6.16–18). Jest ona według papieża systematyczną pracą nad sobą, aby umacniać postawę postrzegania siebie w prawdzie wewnętrznej, odrzucając pozory i fałsz. Ta praca jest wysiłkiem wewnętrznym, „aby nie dać się porwać i popychać przez różne prądy zewnętrzne, tak aby pozostawać zawsze sobą i zachować godność swojego człowieczeństwa”. Wysiłek ascetyczny zmierza ku poznaniu wnętrza swojego serca, aby wypełnić słowa Jezusa: „wejdź do izdebki i zamknij drzwi”. Jednak człowiek skupiający się w swoim wnętrzu nie powinien zatrzymać się na byciu ze sobą samym. Zamknięcie się w swym wnętrzu, ma być bowiem „jednocześnie najgłębszym otwarciem serca ludzkiego”. Chodzi o osiągnięcie skupienia, które przywraca prostotę myśli, woli i serca, dzięki czemu można spotkać się w swoim wewnętrznym „ja” z Bogiem. Gdyż, zgodnie z wiarą chrześcijańską, „Bóg pragnie udzielać się duszy tak usposobionej. Pragnie obdarzyć ją prawdą i miłością, które w Nim mają prawdziwe źródło”.

### Rys historyczny
Asceza była powszechna od samego początku chrześcijaństwa, rozwinięta została w okresie patrystycznym. Jej korzenie, choć zbieżne do pewnego stopnia z poglądami i teoriami filozofii stoików, sięgają mądrości Krzyża (por. 1 Kor 2). Jej elementy zostały przejęte przez mistykę i estetykę chrześcijańską, która zakładała wyciszenie i oczyszczenie doznań zmysłowych (tzw. „noc ciemna zmysłów”) na rzecz kontemplacji, i zjednoczenia z Bogiem. Asceza stała się elementem życia wielu zakonów, zarówno Kościoła katolickiego, jak i Kościołów obrządków wschodnich.
Szczególnym przykładem życia ascetycznego byli mnisi egipscy, począwszy od początku IV wieku. Ich asceza przybierała różnorodne formy, opisane w tzw. apoftegmatach Ojców Pustyni. Czasem, szczególnie w klasztorach wywodzących się od Pachomiusza, obowiązywały tam przepisy precyzyjnie regulujące życia mnicha. Główny jednak nurt ascetyczny, koncentrujący się wokół trzech kolonii mnichów Sketis, Cel i Nitrii, za podstawową regułę ascetyczną uznawał mądrość duchową starca, ojca duchowego, który wprowadzał swoich uczniów w życie modlitwy i umartwienia. W historii ascezy środkami stosowanymi w ascezie były posty, abstynencja seksualna, czasem u mnichów: brak higieny (niemycie się); włosiennica. Były też pojedyncze przypadki poddawania się, dla zachowania specyficznie rozumianej czystości, kastracji (jak np. Sekstus Empiryk czy Orygenes). Zostało to zdecydowanie potępione przez Kościół. Synod w Aleksandrii w roku 213 skazał z tego powodu Orygenesa na zesłanie. Sam Orygenes uznał ten czyn po latach jako naiwną, zbyt zewnętrzną interpretację słów Jezusa z Ewangelii św. Mateusza o uczynieniu siebie bezżennym dla królestwa (dosł. eunuchem, por. Mt 19,12). Słowa sprzeciwu wobec literalnego, nieduchowego, „według ciała” (por. 2 Kor 5, 16) rozumienia słów Jezusa, brzmią jak przestroga wypływająca z własnego bolesnego doświadczenia.

### Asceza w życiu małżeńskim
Papież Paweł VI pisał w encyklice Humanae vitae, że także małżonkowie chrześcijańscy są wezwani do praktykowania ascezy, która prowadzi do umocnienia wartości etycznych i duchowych. Ascetyka ma znaczenie zwłaszcza w odniesieniu do etyki seksualnej i odpowiedzialnego rodzicielstwa:

Nie ulega żadnej wątpliwości, że rozumne i wolne kierowanie popędami wymaga ascezy, ażeby znaki miłości, właściwe dla życia małżeńskiego, zgodne były z etycznym porządkiem, co konieczne jest zwłaszcza dla zachowania okresowej wstrzemięźliwości. Jednakże to opanowanie, w którym przejawia się czystość małżeńska, nie tylko nie przynosi szkody miłości małżeńskiej, lecz wyposaża ją w nowe ludzkie wartości. Wymaga ono wprawdzie stałego wysiłku, ale dzięki jego dobroczynnemu wpływowi małżonkowie rozwijają w sposób pełny swoją osobowość, wzbogacając się o wartości duchowe. Opanowanie to przynosi życiu rodzinnemu obfite owoce w postaci harmonii i pokoju oraz pomaga w przezwyciężaniu innych jeszcze trudności, sprzyja trosce o współmałżonka i budzi dla niego szacunek, pomaga także małżonkom wyzbyć się egoizmu, sprzeciwiającego się prawdziwej miłości oraz wzmacnia w nich poczucie odpowiedzialności. A wreszcie dzięki opanowaniu siebie rodzice uzyskują głębszy i skuteczniejszy wpływ wychowawczy na potomstwo; wtedy dzieci i młodzież dorastając właściwie oceniają prawdziwe, ludzkie wartości i spokojnie oraz prawidłowo rozwijają swoje duchowe i fizyczne siły (Humanae vitae, 21).

Przypomniał o tym Jan Paweł II w katechezach Mężczyzną i niewiastą stworzył ich, wskazując, że istotnym elementem ascezy jest – wsparty charyzmatyczną obecnością Ducha Świętego, zwłaszcza darem pobożności i czci – „wysiłek woli”, czyli „owoc ducha ludzkiego przejawiający się w wyborze dobra”. Umożliwia ona wypełnienie słów Chrystusa na temat jedności i nierozerwalności małżeństwa (por. Mt 19, 3–9), oraz tych „z Kazania na górze, które stawiają wymagania czystości serca i przezwyciężania pożądliwości ciała” (por. Mt 5, 28).

### Przykładowi święci asceci chrześcijańscy

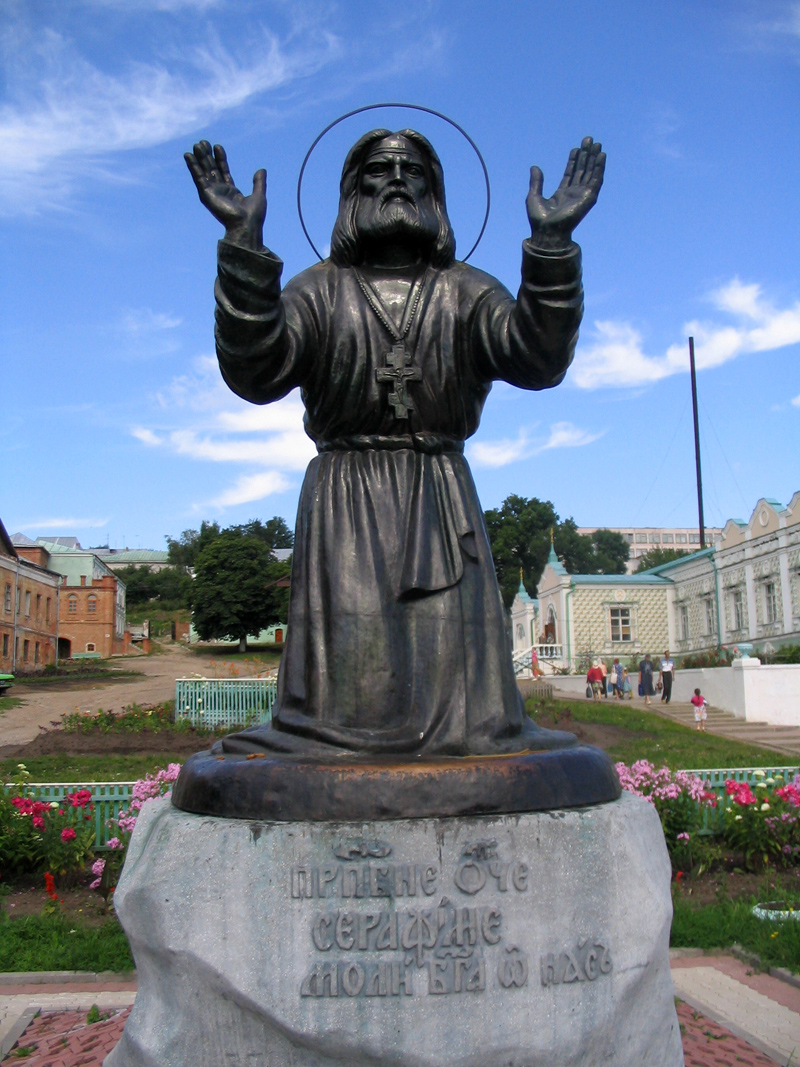
Pomnik św. Serafina z Sarowa, ukazujący go w czasie trzyletniej modlitwy na kamieniu. Starzec praktykował tę modlitwę z wzniesionymi w górę ramionami przez tysiąc nocy w czasie kampanii napoleońskiej w Rosji. W ciągu dnia modlił się na innym kamieniu bliższym swej pustelni, na którym też trochę wypoczywał. Była to pewna modyfikacja ascezy słupnika. Pustelnia Korzenna, obwód kurski

- Święty Aleksy – opuścił żonę w czasie nocy poślubnej by poświęcić się Bogu, nocował na schodach kościoła, wylewano na niego pomyje, po czym jako żebrak mieszkał do śmierci pod schodami pałacu swego ojca.
- Święty Andrzej Świerad (zm. ok. 1032 r.) – mimo ciężkiej fizycznej pracy przy wyrębie lasu pościł trzy razy w tygodniu (w poniedziałek, środę i piątek), a w czasie Wielkiego Postu jadł jedynie po jednym orzechu włoskim dziennie popijając wodą. W nocy czuwał na pniu drzewa, wokół którego były zaostrzone pręty. Gdy zasypiał i przechylał się w jakąś stronę, raniły go i budziły. Na głowę zakładał drewnianą koronę z kamieniami, gdy przechylił głowę, jeden z kamieni uderzał go. Po śmierci na ciele świętego znaleziono „od dawna noszoną włosiennicę wykonaną z żelaznego łańcucha”[17] .
- Święty Antoni Wielki (zm. 356) – walczył z demonem i odparł jego ataki, mieszkał w grobie, raz dziennie skromnie jadał po zachodzie słońca.
- Święty Grzegorz z Nazjanzu (zm. 389) – sypiał na gołej ziemi, noce spędzał na modlitwach i płaczach, żywił się stęchłym chlebem[potrzebny przypis].
- Święty Szymon Słupnik Starszy (zm. 459) – przez 12 lat mieszkał na słupie, przyjmując wiernych.
- Święty Benedykt z Nursji (zm. 543) – mieszkał w jaskini, odmawiał sobie pożywienia, gdy odczuwał pokusę, bez lęku rzucał się pomiędzy cierniste krzewy.
- Święty German z Paryża (zm. 546) – nigdy nie okrywał swego ciała, nawet zimą, żył jedynie chlebem i wodą, spał na gołej ziemi, gdy tylko pozwalał sobie na odpoczynek po długich czuwaniach[18].
- Serafin z Sarowa – XIX-wieczny rosyjski starzec, spał bardzo krótko, na podłodze, bez ogrzewania nawet w czasie surowych zim. Jadał raz dziennie i pracował przy wyrębie lasu. Kronikarze pobliskiego klasztoru zapisali, że „twarz jego była radosna i świetlista jak u anioła”[16].